# Topografie Nederland
Topografie Nederland is een educatief computerspel dat werd ontwikkeld door de Nederlander Cees Kramer van Radarsoft. Het spel kwam in 1984 uit voor de Commodore 64. Twee jaar later porteerde Kramer het samen met Rene Bultink voor de MSX-computer en met Kees Beekhuis voor de Atari 8 bit-familie computers. De speler bestuurt een helikopter en moet binnen een bepaalde tijdslimiet vliegen naar de door de computer aangegeven Nederlandse plaatsen. Voor elke plaats die men binnen de tijd bezoekt krijgt men punten. Bij voldoende punten kan de speler zijn naam invullen in het highscoreboard.
Het spel werd ook gebruikt in het televisieprogramma It's All in the Game.